# Чок-бор
Чок-бор — сверловка гладких ружейных стволов с перехватом, заключающаяся в том, что на расстоянии 4,5—5,5 калибров от дульного среза цилиндрический канал ствола переходит в конический, с падением производящей от 1/15 до 1/25 калибра; наконец, в дульной части, на протяжении одного калибра, канал ствола снова превращается в цилиндрический. При этом для ружей 12 калибра разница между диаметрами обеих цилиндрических частей колеблется, смотря по системе, между 0,6 и 1,2 мм. В зависимости от этой разницы Ч. делятся охотниками на усиленные, полные, половинные и слабые. Описанная система сверловки значительно увеличивает начальную скорость и кучность боя дробью. Из стволов с этой сверловкой можно стрелять и пулей при условии, чтобы диаметр её не превышал диаметра суженной части ствола; в продаже имеются, однако, специальные для Ч. пули, состоящие из свинцового цилиндра, прилаженного к деревянному рубчатому цилиндру несколько увеличенного калибра, направляющего свинцовую часть снаряда и отчасти предохраняющего от прорыва газов. В двуствольных ружьях сверловка Ч. употребляется или для обоих стволов, или только для левого. От описанной сверловки надо отличать чок-райфль, заключающуюся в прямых нарезах (до 20), с прогрессивно уменьшающейся к дулу глубиной. Эта сверловка также увеличивает кучность боя. Общий всем чокам недостаток состоит в легкой их свинцовке (см. соотв. статью), против чего надлежит употреблять более твердые сорта дроби.